# Sparvens kapell
Sparvens kapell var en kyrkobyggnad i Västerås Lundby församling i Västerås stift. Byggnaden ligger centralt i stadsdelen Råby, och var före kapell daghem. Församlingen började använda lokalen redan i slutet av 1970-talet, men kyrksalen invigdes först 1995.
Mellan 2011 och 2021 fanns den sverigefinska verksamheten inom Svenska kyrkan Västerås i Sparvens kapell.
Svenska kyrkan tog kapellet ur bruk i maj 2021.[källa behövs]

## Kyrkobyggnaden
Stadsdelen Råby började byggas på 1960-talet och i början av 1970-talet började Svenska kyrkan med sin verksamhet i området. Till en början hyrde man en skolmatsal, som var tillgänglig en dag i veckan, men snart flyttade man till en trerumslägenhet på Gråsparvsvägen. Då började man också kalla verksamheten för Gråsparven. Efter några år införskaffade församlingen en tomt intill Råby centrum, där man planerade att uppföra en kyrkobyggnad med tillhörande församlingslokaler. Man började med att sätta upp ett fyra meter högt metallkors på tomten.
Men snart blev lokaler lediga i ett nedlagt daghem, också det intill Råby centrum, men på andra sidan Råbyleden. Man började med en omfattande renovering av byggnaden, som – på grund av sin gula färg – fick namnet Gulsparven. I mitten av 1990-talet byggde man ut lokalerna med en kyrksal, kök, samlingssal och ny entré, bland annat bekostad av gåvor från församlingsborna Ebba-Sofia Anderssons och Signe Lindhagens dödsbon. 1 oktober 1995 invigde kontraktsprosten Bengt Lindvall den nya byggnaden, nu med namnet Sparvens kapell.
Byggnaden är låg med fasad av stående, gulmålade brädor och vita fönster- och dörromfattningar. Över kyrksalen, som är högre än resten av byggnaden, ligger ett sadeltak med mörkt taktegel. På resten av byggnaden finns ett valmat tak, också det med taktegel. Det järnkors som ställdes på den planerade kyrkotomten på 1970-talet står numera på Sparvens kapells tomt.
Kyrksalen har högt i tak och vitmålade väggar och tak. Längs väggarna finns en vitlaserad stående furupanel och taket bärs upp av träfärgade, öppna takbågar. Ljus kommer in genom ett stort, trekantigt fönster högst upp på väggen ovanför altaret, samt från flera sidofönster.

## Inventarier
- Altartavlan består av en väv, tillverkad av Inga Säterborg på temat ”Sparvarna, som lever av Guds omsorger.”[2]
- I kyrkan finns två dopfuntar, den ena tillverkad av församlingsbon Ove Hedlund, med en skål i keramik av Gunnar Hartman.[2] Den andra är vit med en skål i glas, och har tidigare stått i Sankt Olofsgården, som låg på Skallberget.[1]
- Även altaret, altarkorset och ambon är tillverkade av Ove Hedlund, alla i furu.[2]